# Caradrina kadenii kadenii
Caradrina kadenii kadenii é uma subespécie de insetos lepidópteros, mais especificamente de traças, pertencente à família Noctuidae.
A autoridade científica da subespécie é Freyer, tendo sido descrita no ano de 1836.
Trata-se de uma subespécie presente no território português.